# هیستری (ترانه میوز)
«هیستریا» (به انگلیسی: Hysteria) یک ترانه از گروه راک انگلستانی میوز است که در سومین آلبوم استودیویی‌شان، آمرزش ارائه شده‌است. «هیستریا» در ۱ دسامبر ۲۰۰۳ که در انگلستان به عنوان تک‌آهنگی از آلبوم منتشر شده بود، رتبهٔ ۱۷ را در جدول پرفروش‌ترین تک‌آهنگ‌های بریتانیا از آن خود کرد. شاید این ترانه بهترین ترانهٔ شناخته‌شده از آنان باشد که در تبلیغاتشان در سراسر جهان به کار می‌رود.